# Capim-angola
O Capim-angola (Panicum numidianum) é uma planta forrageira, da família das gramíneas, nativa da África e espontânea na Amazônia. Tal espécie possui folhas lineares verde-pálidas, inflorescências paniculadas e frutos violáceos. Também é conhecido pelos nomes de capim-da-colônia, capim-de-angola, capim-de-cavalo, capim-de-lastro, capim-de-planta, capim-do-pará, capim-fino e erva-do-pará.
A espécie foi descrita por Jean Baptiste Antoine Pierre de Monnet de Lamarck e publicada em Tableau Encyclopédique et Methodique ... Botanique 1: 172. 1791. Segundo o The Plant List a espécie é sinónima de Brachiaria mutica (Forssk.) Stapf.